# Colton (Washington)
Colton és una població dels Estats Units a l'estat de Washington. Segons el cens del 2000 tenia 386 habitants.

## Demografia
Segons el cens del 2000, Colton tenia 386 habitants, 148 habitatges, i 108 famílies. La densitat de població era de 252,6 habitants per km².
Dels 148 habitatges en un 35,1% hi vivien nens de menys de 18 anys, en un 65,5% hi vivien parelles casades, en un 5,4% dones solteres, i en un 26,4% no eren unitats familiars. En el 24,3% dels habitatges hi vivien persones soles el 10,8% de les quals corresponia a persones de 65 anys o més que vivien soles. El nombre mitjà de persones vivint en cada habitatge era de 2,61 i el nombre mitjà de persones que vivien en cada família era de 3,14.
Per edats la població es repartia de la següent manera: un 29% tenia menys de 18 anys, un 3,6% entre 18 i 24, un 28,2% entre 25 i 44, un 25,4% de 45 a 60 i un 13,7% 65 anys o més.
L'edat mediana era de 38 anys. Per cada 100 dones de 18 o més anys hi havia 94,3 homes.
La renda mediana per habitatge era de 47.500 $ i la renda mediana per família de 56.875 $. Els homes tenien una renda mediana de 38.125 $ mentre que les dones 28.611 $. La renda per capita de la població era de 21.506 $. Aproximadament el 3,5% de les famílies i el 2,7% de la població estaven per davall del llindar de pobresa.

## Poblacions més properes
El següent diagrama mostra les poblacions més properes.